# Diagnostik- und Testkuratorium
Das Diagnostik- und Testkuratorium (DTK, früher Testkuratorium) wird vom Berufsverband Deutscher Psychologinnen und Psychologen (BDP) und von der Deutschen Gesellschaft für Psychologie (DGPs) im Rahmen der gemeinsamen Föderation Deutscher Psychologenvereinigungen getragen.
Die Hauptaufgabe besteht darin, die Öffentlichkeit vor unzulänglichen psychodiagnostischen Verfahren und unqualifizierter Anwendung solcher Verfahren zu schützen.
Zu den Aufgaben gehören:
- Zuständigkeit für Qualitätssicherung und Qualitätsoptimierung des psychodiagnostischen Prozesses in Forschung und Anwendung
- Wissenschaftliche Begleitung der Personenlizenzierung für berufsbezogene Eignungsbeurteilungen nach DIN 33430 entsprechend der Fortbildungs- und Prüfungsordnung der Föderation Deutscher Psychologenvereinigungen
- Organisation von Rezensionen psychologischer Tests auf Basis eines Testbeurteilungssystems des Diagnostik- und Testkuratoriums (TBS-TK)
- Information und Aufklärung der Öffentlichkeit über Möglichkeiten und Grenzen psychologischer Diagnostik.
- Kontakt mit den entsprechenden internationalen Gremien, u. a. der Internationalen Testkommission und dem Diagnostik-Gremium der Europäischen Föderation der Psychologenverbände

Es besteht aus 6 Fach-Personen, wovon je 3 vom BDP und der DGPs ernannt werden. Den Vorsitz hat seit Anfang 2025 Matthias Ziegler (Berlin), nachdem Martin Kersting (Giessen) den langjährigen Vorsitz von 2011 bis Ende 2024 innehatte.
Es wurde seit 1982 auf Initiative von Manfred Amelang, Heinrich Wottawa und Lutz F. Hornke vorbereitet. 1986 wurde es in jetziger Form institutionalisiert und es wurden erste Qualitätsrichtlinien erstellt und simultan in zwei Fachzeitschriften veröffentlicht.

## Testbeurteilungssystem TBS-DTK
Das DTK hat ein Testbeurteilungssystem (TBS-DTK) vorgelegt, die vierte revidierte Fassung ist vom 31. Juli 2023. Es dient Testautoren und Verlagen sowie Personen, die Tests anbieten oder nutzen, zur Qualitätsbeurteilung, –sicherung und –optimierung von Tests. Das System umfasst zum einen inhaltliche Richtlinien zur Beurteilung von Tests (siehe unten, Teil 2) und zum anderen prozedurale Richtlinien für die Erstellung von Testrezensionen. Weitere Details zum Das TBS-TK und ein Verzeichnis der Rezensionen wird bei PSYNDEX dargestellt. Mit Stand März 2025 stehen 64 Rezensionen zur Verfügung.